# جيرالدين كلينتون ليتل
جيرالدين كلينتون ليتل (بالإنجليزية: Geraldine Clinton Little)‏ (20 سبتمبر 1923 - 7 مارس 1997)؛ كاتِبة وشاعرة بريطانية.